# Saison 1942-1943 de l'Associação Académica de Coimbra
Maillots
Dernière mise à jour : 10 juillet 2014.
Chronologie
Saison précédente Saison suivante
Neuvième saison du club des étudiants en championnat du Portugal de I Divisão dont il termine à la sixième place. L'Académica remporte pour la neuvième fois consécutive le championnat de l'AF Coimbra.
Un jeune entraineur (29 ans) arrive à la tête des étudiants ce dernier n'est autre que Severiano Correia connu dans le monde du football portugais, en tant que journaliste.
Malgré un bon début en championnat le club des étudiants termine difficilement. En coupe, la Briosa, est à nouveau éliminé dès le premier tour.

## Effectif
Aucune arrivée ni aucun départ pour cette nouvelle saison, hormis l'arrivée de l'entraineur-journaliste Severiano Correia.
Effectif des joueurs de l'Académica de Coimbra lors de la saison 1942-1943.

## Les rencontres de la saison

### Campeonato de l'AF Coïmbra
| Date | Journée | Adversaire          | Lieu | Score | Buteurs de l'AAC | Class. | Public |
| ---- | ------- | ------------------- | ---- | ----- | ---------------- | ------ | ------ |
| -    | -       | Anadia FC           | -    | -     | -                | -      | -      |
| -    | -       | Naval 1º de Maio    | -    | -     | -                | -      | -      |
| -    | -       | CF União de Coimbra | -    | -     | -                | -      | -      |
| -    | -       | Lusitãnia DC        | -    | -     | -                | -      | -      |
| -    | -       | SC Conimbricense    | -    | -     | -                | -      | -      |
| -    | -       | Anadia FC           | -    | -     | -                | -      | -      |
| -    | -       | Naval 1º de Maio    | -    | -     | -                | -      | -      |
| -    | -       | CF União de Coimbra | -    | -     | -                | -      | -      |
| -    | -       | Lusitãnia DC        | -    | -     | -                | -      | -      |
| -    | -       | SC Conimbricense    | -    | -     | -                | -      | -      |

Légende
Dom. = à domicile; Ext. = à l'extérieur; Class. = classement

### Campeonato Nacional da I Divisão
Après un excellent début de saison, 4 victoires en 6 matchs dont une contre le Sporting CP. L'Académica perd pied et se retrouve rapidement distancé. Il est à noter les bons résultats face au FC Porto, un nul une victoire. Malgré tous les espoirs qu'avait apporté la saison précédente les joueurs de Coimbra, n'ont pu concrétiser les espoirs portés par la jeune vague emmenée par Armando.
| Date            | Journée | Adversaire         | Lieu | Score | Buteurs de l'AAC                                            | Class. | Public |
| --------------- | ------- | ------------------ | ---- | ----- | ----------------------------------------------------------- | ------ | ------ |
| 10 janvier 1943 | J01     | Unidos do Barreiro | Dom. | 7 - 2 | Lemos 8e et 88e, Armando 9e, 49e et 59e, Nini 15e, 42e      | 1er    | n.c.   |
| 17 janvier 1943 | J02     | Leixões SC         | Dom. | 8 - 2 | Nini 7e, Lemos 9e, 59e, 88e et 89e, Armando 27e, 35e et 55e | 2e     | n.c    |
| 24 janvier 1943 | J03     | Os Belenenses      | Dom. | 2 - 4 | Armando 18e, Micael 69e                                     | 4e     | n.c    |
| 31 janvier 1943 | J04     | Sporting CP        | Ext. | 2 - 4 | Alberto Gomes 6e, Micael 37e et 78e, Lemos 49e              | 3e     | n.c.   |
| 7 février 1943  | J05     | CF Os Unidos       | Ext. | 7 - 4 | Lemos 10e, 46e et 50e, Micael 35e                           | 4e     | n.c.   |
| 14 février 1943 | J06     | Vitória Guimarães  | Dom. | 4 - 0 | Micael 17e, Armando 49e et 79e, Rui Silva 80e               | 4e     | n.c.   |
| 21 février 1943 | J07     | SC Olhanense       | Ext. | 5 - 2 | Armando 46e, Alberto Gomes 65e                              | 4e     | n.c.   |
| 28 février 1943 | J08     | FC Porto           | Ext. | 1 - 1 | Armando 3e                                                  | 5e     | n.c.   |
| 7 mars 1943     | J09     | SL Benfica         | Ext. | 6 - 2 | Alberto Gomes , Nini                                        | 5e     | n.c    |
| 14 mars 1943    | J10     | Unidos do Barreiro | Ext. | 4 - 2 | Joaquim João 8e, Nana 73e                                   | 6e     | n.c.   |
| 21 mars 1943    | J11     | Leixões SC         | Ext. | 2 - 2 | Micael 30e, Alberto Gomes 34e                               | 5e     | n.c    |
| 28 mars 1943    | J12     | Os Belenenses      | Ext. | 2 - 0 | -                                                           | 7e     | n.c    |
| 4 avril 1943    | J13     | Sporting CP        | Dom. | 2 - 7 | Alberto Gomes 63e, Lemos 80e                                | 7e     | n.c.   |
| 11 avril 1943   | J14     | CF Os Unidos       | Dom. | 2 - 3 | Lemos 8e, Joaquim João 52e                                  | 7e     | n.c.   |
| 25 avril 1943   | J15     | Vitória Guimarães  | Ext. | 1 - 2 | Peseta 32e, Lemos 58e                                       | 7e     | n.c.   |
| 2 mai 1943      | J16     | SC Olhanense       | Dom. | 2 - 6 | Alberto Gomes 35e et 67e                                    | 7e     | n.c.   |
| 9 mai 1943      | J17     | FC Porto           | Dom. | 5 - 2 | Alberto Gomes 1re et 9e, Armando 42e, Micael 60e et 77e     | 6e     | n.c.   |
| 16 mai 1943     | J18     | SL Benfica         | Dom. | 3 - 4 | Nini 67e, Armando 82e, Lemos 89e                            | 6e     | n.c    |

Légende
Dom. = à domicile; Ext. = à l'extérieur; Class. = classement

### Taça de Portugal
Pour son entrée en lice l'Académica doit se déplacer chez le tenant du titre. La punition est rude, une lourde défaite subie sur le score de 5 buts à 0.
| Date        | Tour | Adversaire    | Lieu | Score | Buteurs de l'AAC | Public |
| ----------- | ---- | ------------- | ---- | ----- | ---------------- | ------ |
| 30 mai 1943 | 1/8e | Os Belenenses | Ext. | 5 - 0 | -                | n.c.   |

## Statistiques

### Statistiques collectives
| Compétition      | Débute au tour | Place ou tour final | Matches joués | Gagnés | Nuls | Perdus | Buts pour | Buts contre | Différence |
| AF Coïmbra       | -              | 1er                 | -             | -      | -    | -      | -         | -           | -          |
| I Divisão        | 1re Journée    | 6e                  | 18            | 6      | 2    | 10     | 54        | 60          | -6         |
| Taça de Portugal | 1/8e de finale | 1/8e de finale      | 1             | 0      | 0    | 1      | 0         | 5           | -5         |
| Total            | -              | -                   | 19            | 6      | 2    | 11     | 54        | 65          | -11        |

### Statistiques individuelles
Malgré une saison difficile, Severiano Correia, fait confiance à son prédécesseur Alberto Gomes, qui est totalista avec Micael et Lomba, ils sont en effet les seuls à avoir disputé l'ensemble des matchs de championnat et l'unique tour de coupe. Le vieux capitaine (28 ans) a partagé son brassard avec le non moins jeune José Maria Antunes (30 ans). Avec une équipe assez jeune, une moyenne d'âge de 23 ans, l'entraineur des estudantes n'arrive pas à créer l'amalgame qui au vu des qualités individuelles aurait pu faire mieux en championnat.
Ce tableau récapitule l'ensemble des statistiques des joueurs dans les différentes compétitions disputées lors de la saison 1942-43 (hors matches amicaux et championnat de l'AF Coimbra).
| Nat. | Nom                | Campeonato Nacional da I Divisão | Campeonato Nacional da I Divisão | Campeonato Nacional da I Divisão | Campeonato Nacional da I Divisão | Taça de Portugal | Taça de Portugal | Taça de Portugal | Taça de Portugal | Total | Total       | Total  | Total        |
| Nat. | Nom                | M.j.                             | But inscrit                      | Averti                           | Carton rouge                     | M.j.             | But inscrit      | Averti           | Carton rouge     | M.j.  | But inscrit | Averti | Carton rouge |
|      | Alberto Gomes      | 18                               | 9                                | -                                | -                                | 1                | 0                | -                | -                | 19    | 9           | -      | -            |
|      | Micael             | 18                               | 8                                | -                                | -                                | 1                | 0                | -                | -                | 19    | 8           | -      | -            |
|      | Lomba              | 18                               | 0                                | -                                | -                                | 1                | 0                | -                | -                | 19    | 0           | -      | -            |
|      | Vasco              | 16                               | 0                                | -                                | -                                | 1                | 0                | -                | -                | 17    | 0           | -      | -            |
|      | Chico Lopes        | 16                               | 0                                | -                                | -                                | 1                | 0                | -                | -                | 17    | 0           | -      | -            |
|      | Armando            | 15                               | 13                               | -                                | -                                | 1                | 0                | -                | -                | 16    | 13          | -      | -            |
|      | Octaviano          | 12                               | 0                                | -                                | -                                | 1                | 0                | -                | -                | 13    | 0           | -      | -            |
|      | Oliveira           | 12                               | 0                                | -                                | -                                | 1                | 0                | -                | -                | 13    | 0           | -      | -            |
|      | Lemos              | 11                               | 14                               | -                                | -                                | 1                | 0                | -                | -                | 12    | 14          | -      | -            |
|      | Mário Reis         | 11                               | 0                                | -                                | -                                | 1                | 0                | -                | -                | 12    | 0           | -      | -            |
|      | Nini               | 10                               | 5                                | -                                | -                                | 0                | 0                | -                | -                | 10    | 5           | -      | -            |
|      | Veloso             | 10                               | 0                                | -                                | -                                | 0                | 0                | -                | -                | 10    | 0           | -      | -            |
|      | Joaquim João       | 8                                | 2                                | -                                | -                                | 0                | 0                | -                | -                | 8     | 2           | -      | -            |
|      | José Maria Antunes | 8                                | 0                                | -                                | -                                | 0                | 0                | -                | -                | 8     | 0           | -      | -            |
|      | Nana               | 5                                | 1                                | -                                | -                                | 1                | 0                | -                | -                | 6     | 1           | -      | -            |
|      | Peseta             | 4                                | 1                                | -                                | -                                | 0                | 0                | -                | -                | 4     | 1           | -      | -            |
|      | Rui Silva          | 2                                | 1                                | -                                | -                                | 0                | 0                | -                | -                | 2     | 1           | -      | -            |
|      | Acácio             | 2                                | 0                                | -                                | -                                | 0                | 0                | -                | -                | 2     | 0           | -      | -            |
|      | Albino             | 2                                | 0                                | -                                | -                                | 0                | 0                | -                | -                | 2     | 0           | -      | -            |
|      | Faustino           | 0                                | 0                                | -                                | -                                | 0                | 0                | -                | -                | 0     | 0           | -      | -            |

Légende
Nat. = nationalité; M.j. = match(s) joué(s)

### Statistiques buteurs
Armando le jeune meilleur buteur de l'an passé, termine deuxième derrière Lemos, déjà meilleur scoreur en 1941. Lemos réalise l'exploit d'avoir une moyenne d'un but par match.
Ce tableau récapitule l'ensemble des statistiques des buteurs dans les différentes compétitions nationales, disputées lors de la saison.
| Place   | Nom           | Campeonato Nacional da I Divisão | Taça de Portugal | TOTAL des BUTS |
| 1       | Lemos         | 14 buts                          | 0 but            | 14 buts        |
| 2       | Armando       | 13 buts                          | 0 but            | 13 buts        |
| 3       | Alberto Gomes | 9 buts                           | 0 but            | 9 buts         |
| 4       | Micael        | 8 buts                           | 0 but            | 8 buts         |
| 5       | Nini          | 5 buts                           | 0 but            | 5 buts         |
| 6       | Joaquim João  | 2 buts                           | 0 but            | 2 buts         |
| 7       | Rui Silva     | 1 but                            | 0 but            | 1 but          |
| 8       | Peseta        | 1 but                            | 0 but            | 1 but          |
| 9       | Nana          | 1 but                            | 0 but            | 1 but          |
| Détails | 9 buteurs     | 54 buts                          | 0 but            | 54 BUTS        |